# Орел (місто)
Оре́л (рос. Орёл) — місто в Росії, адміністративний центр Орловської області. Орел розташований на Середньоруській височині в європейській частині Росії, обабіч річки Оки і її притоки Орлика.
Населення 289 503 осіб (01.01.2025).

## Історія
Орел заснований на місці злиття річок Ока і Орлик як фортеця на території Чернігівського князівства у переправи через Оку шляху Карачев — Новосиль імовірно в XII столітті. З XIII століття — у складі Карачевського князівства, а потім Звенигородського князівства. З початку XV століття ці території захопило Велике князівство Литовське. Орел (його назва могла бути іншою) був залишений мешканцями або при захопленні литовцями, або дещо пізніше — в результаті набігів кримських татар. З початку XVI століття — територія увійшла до складу Московської держави. У 1566 році за вказівкою Івана Грозного була побудована фортеця Орел для охорони південних кордонів Московської держави.
У 1605 через Орел пройшли війська Лжедмітрія I, в 1606 — Івана Болотникова, взимку 1607—1608 років Орел — резиденція Лжедмітрія II. У 1611 і 1615 місто зруйноване польськими військами, жителі пішли в Мценськ, проте Орловський повіт, створений 1566 року скасований не був. У 1636 Орел був відновлений на колишньому місці. Фортеця скасована і розібрана на початку XVIII століття. З середини XVII століття — один з центрів хлібної і прядивної торгівлі (вивіз — переважно після Ока (сплавним шляхом, під час повені і при спуску спеціальних дамб на притоках). У 1708 р. зарахований до Київської губернії, з 1719 р. — центр Орловської провінції. З 1727 р. в Білгородській губернії.
У 1780–1796 роках Орел був центром Орловського намісництва Російської імперії, з 1796 р. — Орловської губернії.
У 1779 році місто було майже повністю переплановане, тоді ж річка Орел перейменована в Орлик. У 1863 р. через місто пройшла залізниця. Незабаром після цього припинилося судноплавство річкою Ока.
Під час Громадянської війни в Росії Орел став кінцевим пунктом просування Білої армії на північ під час наступу на Москву восени 1919.
Місто знаходилося в руках «білих» з 13 вересня по 20 жовтня 1919. З 1928 р. Орел знаходився у складі Центрально-Чорноземної області (до 1930 р. — центр Орловського округу), з 1934 р. — в Курській області. З 27 вересня 1937 р. — центр Орловської області.
З 3 жовтня 1941 р. по 5 серпня 1943 р. окупований німецькими військами, був сильно зруйнований.

## Економіка
Серед основних промислових підприємств міста:
- Орловський сталепрокатний завод
- завод «Научпрібор»
- завод «Дормашина»
- завод «Текмаш» (випускає технологічне устаткування для легкої промисловості)
- завод обчислювальних машин імені Руднева
- Орловський завод електронних приладів
- завод «Медстекло»
- Орловський годинниковий завод

## Визначні пам'ятки
- Докладніше: Твори монументального мистецтва Орла

### Музеї
- Краєзнавчий музей з двома філіями:
  1. будинок-музей В. А. Русанова
  2. музей-діарама «Орловська наступальна операція».
- Музей Івана Сергійовича Тургенєва з п'ятьма філіями:
  1. будинок-музей Леоніда Миколайовича Андреєва
  2. музей Миколи Семеновича Лєскова
  3. музей Івана Олексійовича Буніна
  4. будинок Тимофія Миколайовича Грановського (Тимофій Миколайович Грановський, Петро Васильович Кирєєвський, П. І. Якушкін, Дмитро Іванович Писарєв, Марко Вовчок)
  5. музей письменників-орловців (Афанасій Афанасійович Фет, Леонід Миколайович Андреєв, Іван Олексійович Новиков, Михайло Михайлович Пришвін і ін.).
- Музей образотворчих мистецтв.

### Театри
- Орловський академічний театр імені Івана Тургенєва,
- «Вільний простір»,
- «Російський стиль»,
- театр ляльок.

## Відомі люди

### Народились
- Тургенєв Іван Сергійович (1818—1883) — російський письменник, драматург та перекладач.
- Штернберг Павло Карлович — російський астроном та революційний діяч.
- Андреєв Леонід Миколайович — російський письменник та драматург.
- Ауссем Володимир Християнович — український радянський політичний діяч та дипломат.
- Назаров В'ячеслав Олексійович — російський радянський письменник-фантаст і поет.
- Томан Микола Володимирович — російський радянський письменник — автор детективних, фантастичних та пригодницьких творів.
- Георгієвська Анастасія Павлівна (1914—1990) — радянська актриса театру і кіно
- Антонов Володимир Іванович (1937—2017) — радянський і український актор